# Nunu (chanteuse)
Neomi Aharoni Gal (en Hébreu : נעמי אהרוני-גל), née le 7 septembre 1998 à Tel-Aviv et connue sous son nom de scène Nunu (en Hébreu : נוּנוּ), est une chanteuse et interprète israélienne.